# Aleksander Śliwka

Aleksander Śliwka podczas wykonywania ataku w meczu z reprezentacją Iranu na Igrzyskach Olimpijskich 2020 w Tokio

Aleksander Śliwka (ur. 24 maja 1995 w Jaworze) – polski siatkarz, reprezentant Polski, grający na pozycji przyjmującego. Mistrz świata (2018), mistrz Europy (2023), srebrny medalista Letnich Igrzysk Olimpijskich (2024), trzykrotny zwycięzca Ligi Mistrzów (2021, 2022, 2023), zwycięzca Ligi Narodów.

## Biografia
Jego rodzice grali w siatkówkę. Tata Jan grał w lidze mikroregionalnej w Transportowcu Jawor. Mama Dorota Wojtowicz-Śliwka w II lidze w jaworskiej Olimpii. Starsza o 11 lat siostra Marta także występowała na tym szczeblu, a teraz m.in. trenuje chłopców w Spartakusie Jawor. Siostra Ania także miała przygodę z siatkówką. Jest fizjoterapeutką oraz zrobiła kurs instruktora siatkówki na siedząco. Jego młodszy brat Piotr również jest siatkarzem. 
Jest licencjonowanym ekspertem od zasad żywienia i przygotowania hoteli dla siatkarzy w trakcie sezonu ligowego. Tytuł zdobył w Wyższej Szkole Informatyki i Zarządzania w Rzeszowie w 2021 roku.
Na początku maja 2024 roku poślubił swoją narzeczoną Jagodę Gruszczyńską, która jest siatkarką plażową. Byli związani ze sobą 9 lat. Wzięli ślub nad Jeziorem Rożnowskim w pięciogwiazdkowym hotelu znajdującym się w miejscowości Sienna, w gminie Gródek nad Dunajcem.
W styczniu 2024 roku w 32 finale Wielkiej Orkiestry Świątecznej Pomocy włączył się w akcję charytatywną w ramach swojej aukcji przygotował indywidualny trening siatkarski, który przeprowadziłby osobiście.

## Kariera sportowa
Zaczynał od akrobatki. Gdy był w piątej klasie szkoły podstawowej powstał Spartakus Jawor. Jest wychowankiem Spartakusa Jawor, gdzie jego trenerką była Marta Czyczerska. W sezonie 2013/2014 z sukcesami występował ekipie SMS PZPS Spała, został bowiem mistrzem Młodej Ligi i najlepszym zawodnikiem rozgrywek. Jest reprezentantem Polski. Na swoim koncie ma wicemistrzostwo Europy kadetów i brązowy medal mistrzostw świata w tej kategorii wiekowej. W sezonie 2014/2015 trafił do Warszawy na zasadzie wypożyczenia z Asseco Resovii. Później wrócił do Asseco Resovii. W sezonie 2016/2017 występował w drużynie AZS Olsztyn. Po rocznej przerwie ponownie był zawodnikiem Asseco Resovii Rzeszów.
W kwietniu 2015 otrzymał powołanie do seniorskiej kadry reprezentacji Polski przez Stéphana Antigę.
Od maja 2018 roku zawodnik ZAKSY Kędzierzyn-Koźle. 30 września 2018 wraz z Reprezentacją Polski zdobył tytuł Mistrza Świata w piłce siatkowej mężczyzn, a 23 lipca 2023 złoty medal Ligi Narodów.
13 grudnia 2023 roku w 1 secie w meczu z Knack Roeselare w Lidze Mistrzów (2023/2024) złamał palec wskazujący lewej ręki podczas wybloku.

## Sukcesy klubowe

### młodzieżowe
Młoda Liga:
- 2014

### seniorskie
Mistrzostwo Polski:
- 2019, 2022[7]
- 2016, 2021, 2023[8]

Puchar Polski:
- 2019, 2021, 2022[9], 2023[10]

Superpuchar Polski:
- 2019, 2020, 2023[11]

Liga Mistrzów:
- 2021, 2022, 2023[12]

Puchar Cesarza:
- 2024[13]

Mistrzostwo Japonii:
- 2025[14]

Klubowe Mistrzostwa Azji:
- 2025[15]

## Sukcesy reprezentacyjne
Olimpijski Festiwal Młodzieży Europy:
- 2013

Mistrzostwa Europy Kadetów:
- 2013

Mistrzostwa Świata Kadetów:
- 2013

Mistrzostwa Europy Juniorów:
- 2014

Liga Europejska:
- 2015

Mistrzostwa Świata:
- 2018
- 2022[16]

Mistrzostwa Europy:
- 2023
- 2019, 2021

Puchar Świata:
- 2019

Liga Narodów:
- 2023[17], 2025[18]
- 2021
- 2022[19], 2024[20]

Igrzyska Olimpijskie:
- 2024[21]

## Nagrody indywidualne
- 2014: MVP Młodej Ligi w sezonie 2013/2014
- 2018: Nagroda Prezydenta i Rektora Wyższej Szkoły Informatyki i Zarządzania z siedzibą w Rzeszowie przyznana za osiągnięcia sportowe
- 2019: MVP turnieju finałowego Pucharu Polski
- 2020: MVP Superpucharu Polski
- 2021: MVP Super Finału Ligi Mistrzów
- 2023: MVP turnieju finałowego Pucharu Polski[10]
- 2023: Najlepszy przyjmujący turnieju finałowego Ligi Narodów[22]

## Odznaczenia
- Krzyż Kawalerski Orderu Odrodzenia Polski – 2024[23]
- Złoty Krzyż Zasługi – 2018[24][25]

## Wyróżnienia
- 6 stycznia 2024: 3. miejsce w 89. Plebiscycie Przeglądu Sportowego[26]